# Патрік Девар
Патрі́́к Дева́р (фр. Patrick Dewaere; справжнє ім'я Патрік Жан-Марі Анрі Бурдо, фр. Patrick Jean-Marie Henri Bourdeaux; почав акторську кар'єру під прізвищем матері, Мадо Морен, як Патрі́к Море́н, (фр. Patrick Maurin); 26 січня 1947, Сен-Бріє, Бретань — 16 липня 1982, Париж) — французький актор, співак і композитор. Разом зі своїм другом Жераром Депардьє вважається кінозіркою молодого покоління 1970-х років. Покінчив життя самогубством у віці 35 років.
Свій псевдонім Патрік узяв після того, як у віці 17 років дізнався, що чоловік його матері П'єр-Марі Бурдо не є його біологічним батьком. Деваер (фр. Devaëre — Патрік змінив одну букву) — дошлюбне прізвище його бабусі. По-фламандськи de vaere означає «правда». Справжнім батьком Патріка, ймовірно, є диригент Мішель Тетар, який помер у 1960 році, як і його син, у віці 35 років.

## Біографія
Патрік Девар родом з акторської сім'ї і ще в дитинстві брав участь у виставах на ярмарках. Разом з Жераром Депардьє з 1968 року грав в експериментальному французькому театрі Café de la Gare, де познайомився з акторкою Міу-Міу, з якою його зв'язали близькі стосунки. Дебют Девара у кіно відбувся в 1970 році. Всі троє стали відомими завдяки численним ролям у різних фільмах, але в першу чергу завдяки скандальній стрічці Бертрана Бліє «Вальсуючі» (1974). Довгий час Деверу пропонували ролі виключно молодих бунтарів; лише в пізніх фільмах йому вдалося показати багатогранність свого таланту.
П'ять разів протягом 6 років Патріка було номіновано на головну кінопремію Франції «Сезар» за найкращу чоловічу роль (1977, 1978, 1980, 1981, 1982), але жодного разу він не отримав нагороду (один раз Патріка випередив його друг Депардьє). Ще раз Девар претендував на «Сезар» у 1976 році за чоловічу роль другого плану, але також не отримав перемоги.
16 липня 1982, не залишивши ніякої передсмертної записки, застрелився у готелі в XIV окрузі Парижа патроном .22 Long Rifle з рушниці, подарованої Колюшем. Всього за 35 років життя Патрік Девар встиг знятися у 37-ми повнометражних фільмах.
У 1983 році у Франції була заснована Премія Патріка Девара. Французький співак Рафаель Арош присвятив Патріку «Пісню для Патріка Девара» (фр. Chanson pour Patrick Dewaere).

## Фільмографія
| Рік  |    | Українська назва                    | Оригінальна назва                  | Роль                                                         |
| ---- | -- | ----------------------------------- | ---------------------------------- | ------------------------------------------------------------ |
| 1951 | ф  | Месьє Фабр                          | Monsieur Fabre                     |                                                              |
| 1954 | тф | Ляльковий будинок                   | Maison de poupée                   | дитина                                                       |
| 1955 | ф  | Мадлон                              | La Madelon                         | дитина з села                                                |
| 1956 | ф  | Я повернуся в Кандару               | Je reviendrai à Kandara            | хлопчик                                                      |
| 1956 | ф  | Мадемуазель Стриптиз                | Mademoiselle Striptease            | епізод                                                       |
| 1957 | ф  | Шпигуни                             | Les espions                        | малий Мойне                                                  |
| 1958 | ф  | Мімі Пінсон                         | Mimi Pinson                        | брат Мімі                                                    |
| 1959 | тф | Анжеліка... а... а                  | Angélica... a... a ...             |                                                              |
| 1966 | ф  | Чи горить Париж?                    | Paris brûle-t-il?                  | молодий учасник руху Опору                                   |
| 1971 | ф  | Повторний шлюб                      | Les Mariés de l’an II              | епізод (доброволець)                                         |
| 1973 | ф  | Темрок                              | Themroc                            | каменяр                                                      |
| 1974 | ф  | Вальсуючі                           | Les Valseuses                      | П'єро                                                        |
| 1975 | ф  | Жодних проблем!                     | Pas de problème!                   | бармен                                                       |
| 1975 | ф  | За течією річки Фанго               | Au long de rivière Fango           | Себастьєн                                                    |
| 1975 | ф  | Лілі, покохай мене                  | Lily, aime-moi                     | Гастон на прізвисько «Джонні Кеш»                            |
| 1975 | ф  | Прощавай, поліцейський              | Adieu, poulet                      | Лефевр                                                       |
| 1976 | ф  | Ф… як Фербенкс                      | F… Comme Fairbanks                 | Андре                                                        |
| 1976 | ф  | Найкращий спосіб маршування         | La meilleure façon de marcher      | Марк                                                         |
| 1976 | ф  | Тріумфальний марш                   | Marcia trionfale                   | 2-й лейтенант Байо                                           |
| 1977 | ф  | Приготуйте ваші носовички           | Preparez Vos Mouchoirs             | Стефан                                                       |
| 1977 | ф  | Кімната єпископа                    | La stanza del vescovo              | Марко Маффеї                                                 |
| 1977 | ф  | Слідчий Файяр на прізвисько «Шериф» | Le juge Fayard dit le Shériff      | слідчий Файяр                                                |
| 1978 | ф  | Ключ у дверях                       | La clé sur la porte                | Філіп                                                        |
| 1979 | ф  | Удар головою                        | Coup de tête                       | Франсуа Перрен                                               |
| 1979 | ф  | Затор — неймовірна історія          | L’ingorgo — Una storia impossibile | коханець Марі                                                |
| 1979 | ф  | Чорна серія                         | Série noire                        | Франк Пупар                                                  |
| 1980 | ф  | Поганий син                         | Un mauvais fils                    | Бруно Калганьї                                               |
| 1981 | ф  | Вітчим                              | Beau-père                          | Ремі                                                         |
| 1981 | ф  | Точно на південь                    | Plein sud                          | Серж Лайн, викладач філософії, який закохується в маргіналку |
| 1981 | ф  | Психотерапевт                       | Psy                                | Марк                                                         |
| 1981 | ф  | Готель «Америка»                    | Hôtel des Amériques                | Жиль Тіссран                                                 |
| 1981 | ф  | Романтичі кішки                     | Les matous sont romantiques        | сусід                                                        |
| 1982 | ф  | Тисяча мільярдів доларів            | Mille milliards de dollars         | Поль Кержан                                                  |
| 1982 | ф  | Пробач мені, кохання                | Perdóname, amor                    | Мануель Ларсон                                               |
| 1982 | ф  | Рай для усіх                        | Paradis pour tous                  | Ален Дюрьє                                                   |